# Mustela sibirica
La donnola della steppa (Mustela sibirica Pallas, 1773) è un mustelide di medie dimensioni originario dell'Asia, continente nel quale è ampiamente diffusa e presente in vari habitat forestali e aree aperte. Viene di conseguenza classificata come specie a rischio minimo sulla lista rossa della IUCN.
Nota anche con i nomi russi di kolonok o kolinskij, nella forma e nelle abitudini predatorie, la donnola siberiana rappresenta una forma di transizione tra i piccoli mustelidi (come l'ermellino e la donnola comune) e i loro cugini di maggiori dimensioni (visoni e puzzole). La sua pelliccia è particolarmente richiesta, soprattutto nella fabbricazione dei pennelli.

## Descrizione

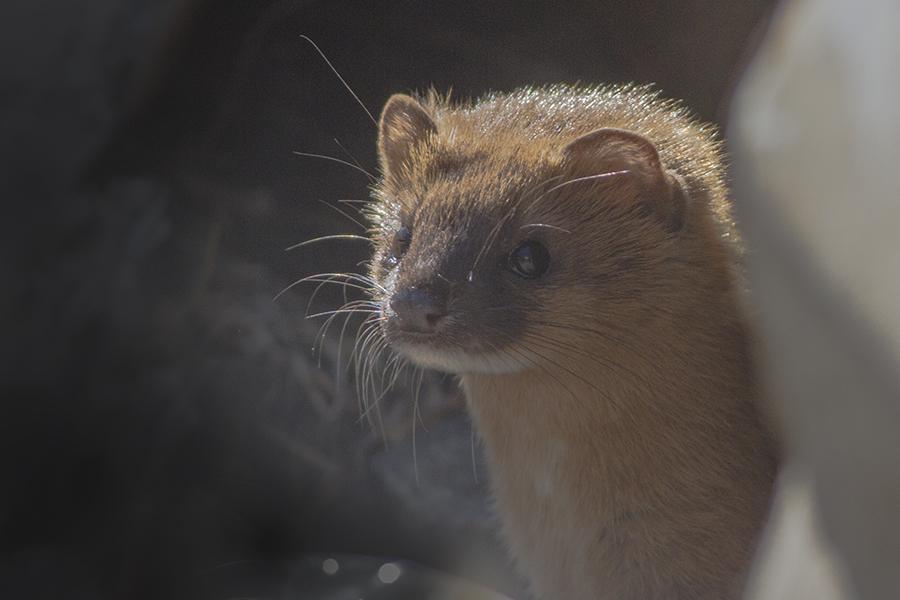
Esemplare nel santuario naturale di Pangolakha (India) nel mese di febbraio.

La donnola della steppa è caratterizzata da un lungo corpo dotato di zampe relativamente brevi, ma dalla struttura più compatta di quello della donnola degli Altai, dell'ermellino e della donnola comune. La testa è allungata, sottile e relativamente piccola, e le orecchie sono larghe alla base, ma brevi. La coda ha una lunghezza pari alla metà di quella del corpo. La donnola siberiana è molto più grande dell'ermellino e della donnola degli Altai, ed ha dimensioni quasi paragonabili a quelle del furetto e del visone. I maschi adulti hanno una lunghezza testa-corpo di 28–39 cm, le femmine di 25-30,5 cm. La coda, invece, misura 15,5–21 cm di lunghezza nei maschi e 13,3-16,4 cm nelle femmine. I maschi pesano 650-820 g, le femmine 360-430 g. In rare occasioni esemplari di dimensioni notevolmente grandi sono stati segnalati nella steppa di Barabinsk. Sotto alcuni aspetti, il cranio appare di forma intermedia tra quelli dell'ermellino e del visone; è più lungo e largo di quello del primo, ma un po' più appiattito di quello del secondo.

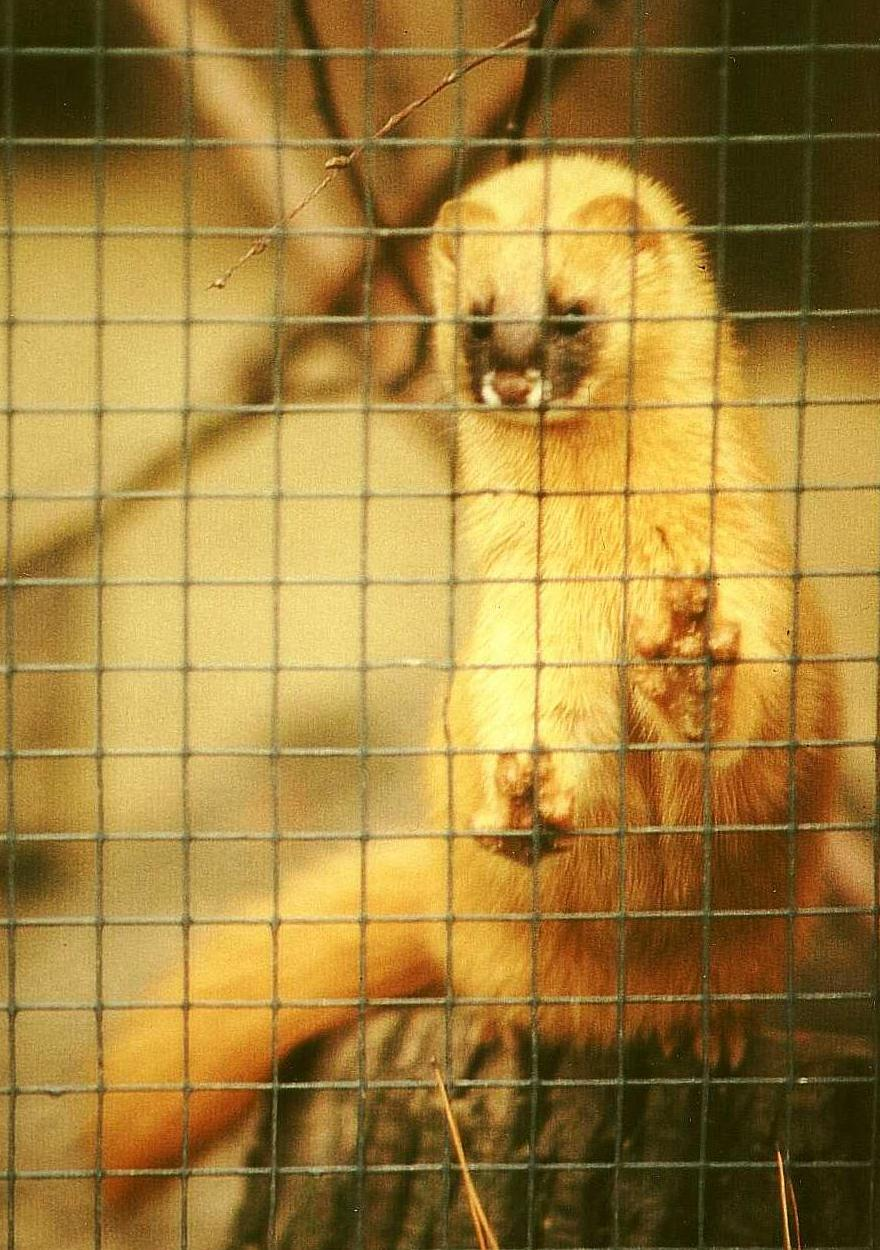
Esemplare nel manto invernale.

Il manto invernale è molto fitto, soffice e lanuginoso, con peli di guardia che raggiungono una lunghezza di 3–4 cm. Il sottopelo è fitto e si distacca facilmente dalla pelle sottostante. La donnola siberiana presenta una colorazione uniforme, che varia dall'ocra-rossastro vivace al rosso-paglia, talvolta con zone color arancio o pesca. La colorazione appare particolarmente vivida sul dorso, mentre sui fianchi e sulle regioni inferiori assume toni più chiari. Sulla faccia è presente una maschera color marrone-caffè. La coda è più vivamente colorata del dorso, ed è più folta di quella degli altri membri del genere. Le labbra e il mento sono bianchi o di un ocra molto chiaro. La parte anteriore del muso è più scura delle altre parti della testa.

## Biologia

### Riproduzione

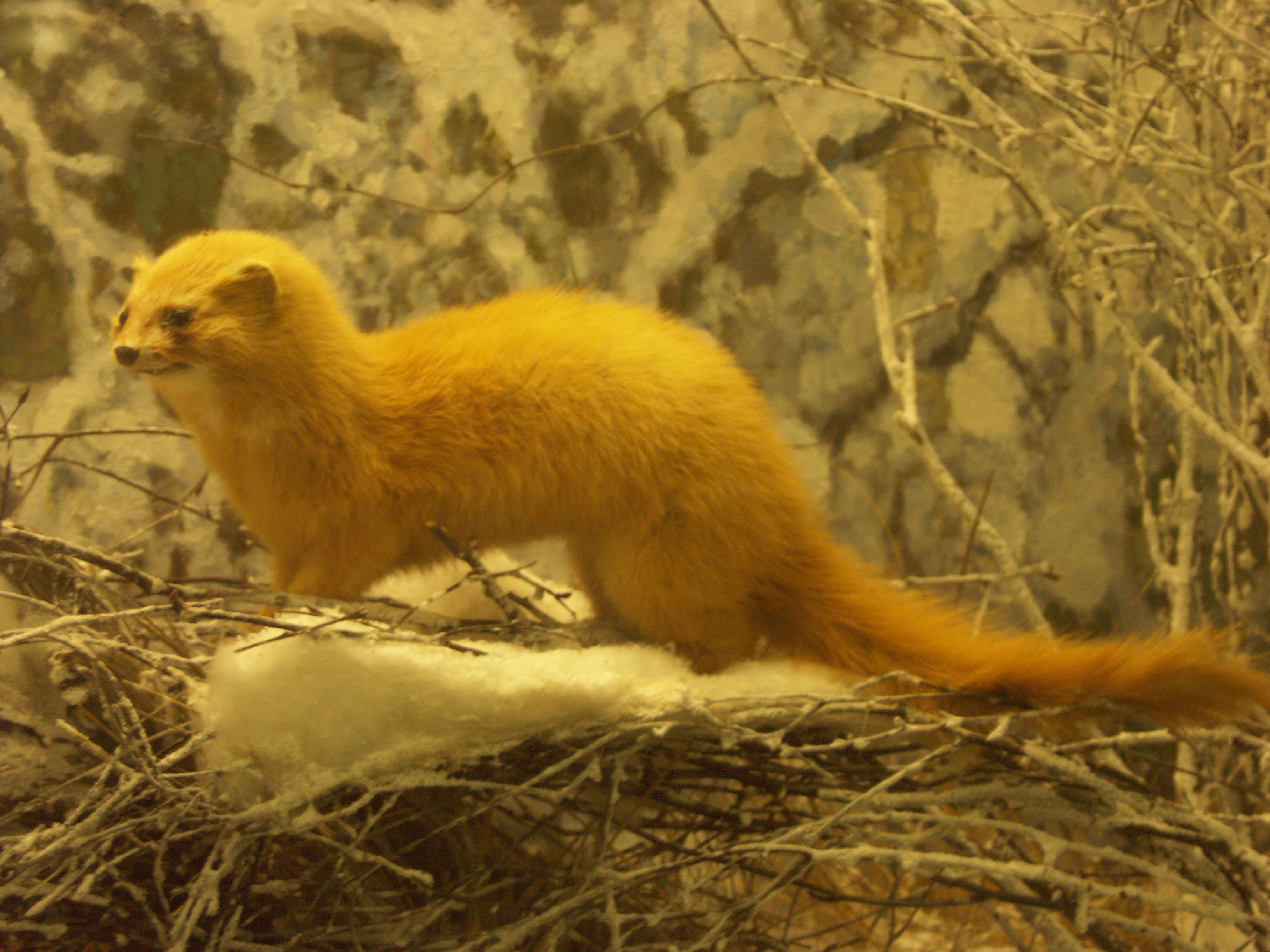
Esemplare al museo di zoologia di San Pietroburgo.

Nella donnola siberiana il periodo riproduttivo varia in base alla distribuzione geografica. In Siberia occidentale il calore ha inizio ai primi di febbraio e si protrae fino alla fine di marzo. Nel Territorio del Litorale il periodo del calore va dai primi di marzo alla fine di aprile. In sei coppie ospitate in un sovkhoz nei pressi di Mosca, dove la specie veniva allevata per la sua pelliccia, il calore si manifestò tra il 25 aprile e il 15 maggio. L'accoppiamento si protrae per 35 minuti, e i partner si accoppiano ripetutamente. La gestazione dura 38-41 giorni. In un caso documentato, una femmina ha partorito dopo appena 28 giorni. Ogni nidiata è costituita da 4-10 piccoli.
Alla nascita i piccoli sono ciechi e ricoperti da una rada lanugine bianca. Dopo pochi giorni sviluppano una lanugine di colore giallo chiaro, e aprono gli occhi all'età di un mese. La lattazione ha termine dopo due mesi e i piccoli smettono di crescere e diventano indipendenti verso la fine di agosto. In questo periodo i giovani si distinguono dagli adulti solamente per il fatto di avere un manto più scuro, una formula dentaria decidua e ossa più leggere.

### Comportamento
La donnola siberiana non è molto esigente riguardo alla scelta del proprio rifugio. Il suo riparo può trovarsi in tronchi caduti, ceppi cavi, cumuli di sterpaglie e tra le radici esposte di un albero. Inoltre utilizza e allarga vecchie tane di altri animali. La tana può misurare 0,6-4,2 m di lunghezza e 0,2-1,3 m di profondità. La camera di allevamento, situata a metà del cunicolo o in fondo ad esso, è rivestita con piume di uccello e peli di roditori. Oltre ad una tana permanente, gli adulti possono avere fino a cinque rifugi temporanei, distanti l'uno dall'altro anche vari chilometri.

### Alimentazione
Nella scelta delle prede, la donnola siberiana si situa a metà strada tra i piccoli mustelidi cacciatori di roditori e le più opportuniste martore. Si nutre raramente di rettili, invertebrati e piante, ai quali preferisce i roditori di piccola o media taglia. Le arvicole acquatiche costituiscono la preda più frequente nel settore occidentale dell'areale, mentre arvicole e topi lo sono in quello orientale. Nelle regioni orientali, tra i roditori di media taglia oggetto di caccia da parte della donnola siberiana figurano il pika della Dauria, il pika alpino e il miospalace siberiano. In alcune aree, vengono uccisi e divorati tamia, topi muschiati, scoiattoli rossi e gerboa. Durante determinate stagioni, in alcune zone la specie può nutrirsi anche di pesci. Nel Territorio del Litorale, in inverno, essa si aggira in cerca delle prede uccise dai lupi e dalle martore dalla gola gialla. Altrove, i piccoli uccelli costituiscono una parte importante della sua dieta. Rettili e anfibi vengono generalmente mangiati nelle zone periferiche dell'areale. Tra le sostanze di origine vegetale consumate dalla donnola siberiana figurano pinoli e frutti di Actinidia. Vengono generalmente ingeriti 100-120 g di cibo al giorno, e il cibo in eccesso viene immagazzinato. In Cina, nelle aree urbane, la donnola siberiana si nutre quasi esclusivamente di ratti. Essa è in grado di abbattere e trascinare fino alla tana anche i gallinacei di maggiori dimensioni. Diversamente dallo zibellino, che è un predatore da imboscata, la donnola siberiana è una cacciatrice attiva, che insegue con facilità le prede anche sul terreno ricoperto di neve, sui tronchi degli alberi, nell'acqua e nelle abitazioni umane.

## Tassonomia
Gli studiosi riconoscono undici sottospecie di donnola siberiana:

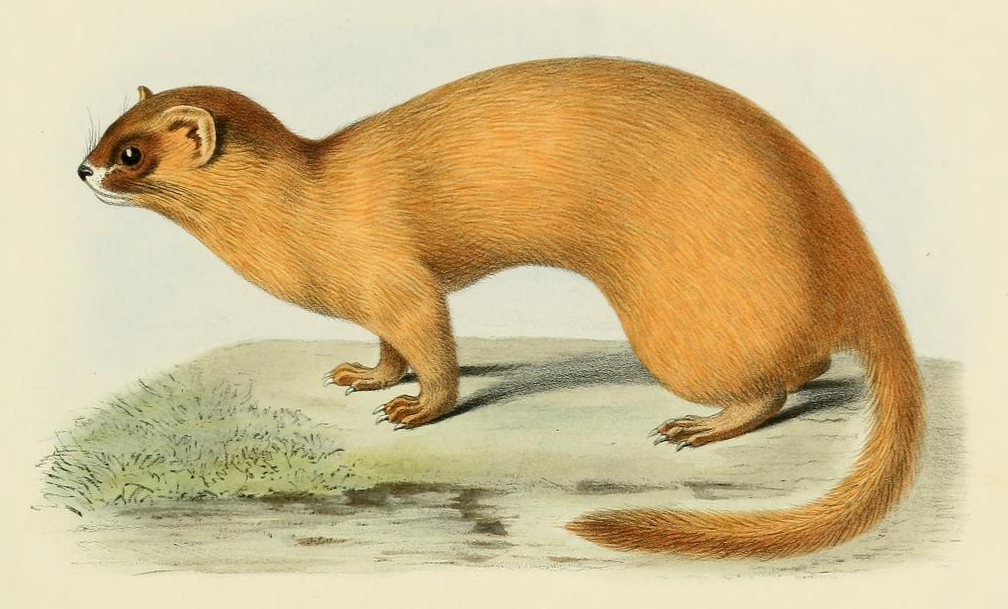
M. s. davidiana.

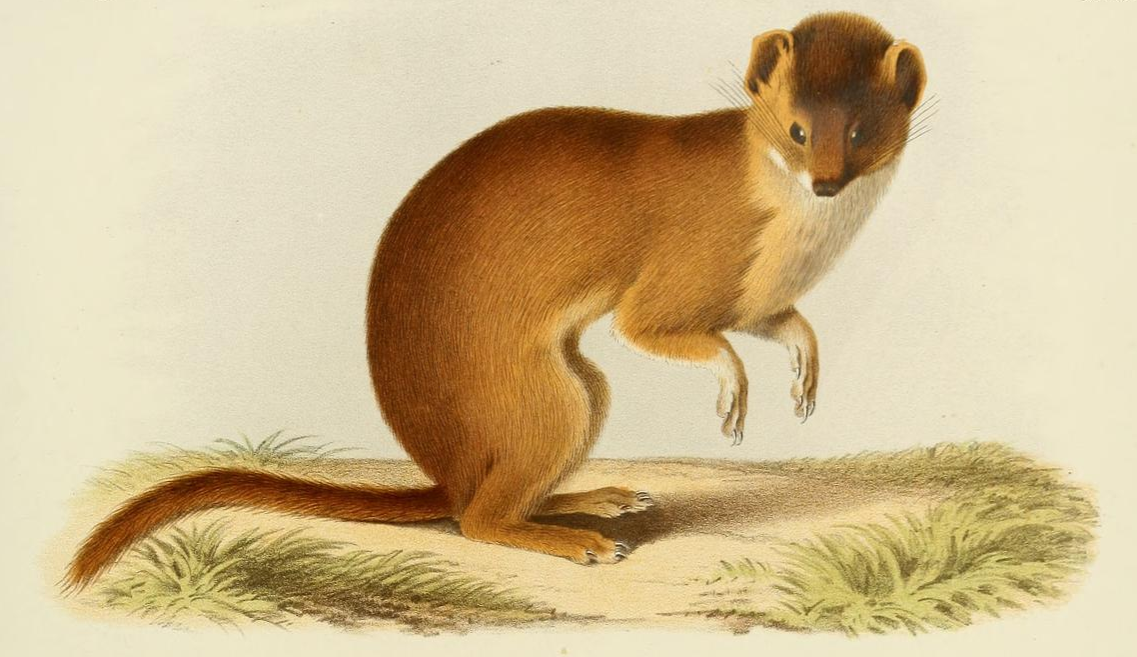
M. s. fontanierii.

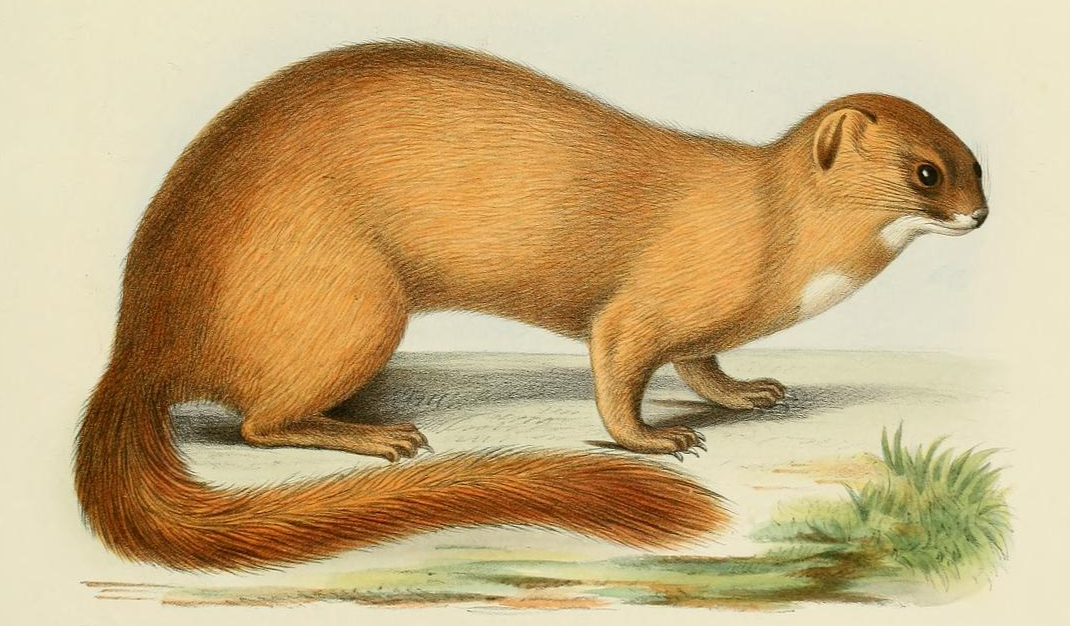
M. s. moupinensis.

- M. s. sibirica Pallas, 1773, diffusa in tutta la Siberia a est del bacino del fiume Zeya, nelle aree limitrofe della Mongolia e, forse, nelle zone più occidentali della Cina nord-orientale. Sottospecie di piccole dimensioni, è ricoperta da un manto chiaro, di colore rosso-giallastro. Il cranio misura 5,8-6,3 cm nei maschi, 4,9-5,6 cm nelle femmine[11].
- M. s. canigula Hodgson, 1842, originaria del Tibet. Si distingue dalle altre sottospecie per avere una maggiore quantità di peli bianchi intorno al muso e sul collo, quasi fino alle zampe anteriori. Ha un manto eccezionalmente spesso e una coda folta. Il corpo è di colore rosso volpe; la coda è priva della punta nera alla sua estremità[12].
- M. s. charbinensis Lowkashkin, 1934, originaria della Manciuria.
- M. s. coreanus Domaniewski, 1926, originaria della penisola coreana.
- M. s. davidiana Milne-Edwards, 1871, diffusa nella Cina sud-orientale, fino allo Hubei a nord, e a Taiwan. Presenta il manto di una colorazione più intensa rispetto a quello di M. s. fontanierii, che in inverno diviene arancio-ocra[13].
- M. s. fontanierii Milne-Edwards, 1871, diffusa in Cina settentrionale, nella municipalità di Pechino e nelle province di Hebei, Shandong, Shaanxi e Shanxi. Ha un manto di colore fulvo chiaro, con fronte e muso di colore marrone chiaro e una zona più o meno bianca al centro della gola e del collo[14].
- M. s. hodgsoni Gray, 1843, diffusa in Kashmir e nelle regioni occidentali dell'Himalaya da Chamba a Garhwal. Si distingue da M. s. canigula per la minore quantità di bianco sul muso, la testa di colore più scuro e la zona bianca sulla gola limitata ad alcune macchie bianche piuttosto che ad un'unica linea continua. Presenta dimensioni simili a M. s. subhemachalana e M. s. moupinensis, anche se ha un cranio più piccolo rispetto a quest'ultima[15]
- M. s. manchurica Brass, 1911, diffusa nella regione dell'Amur a ovest del fiume Zeya, nel Territorio del Litorale e nella Cina nord-orientale. Sottospecie un po' più grande di M. s. sibirica, presenta un manto di colore rosso più chiaro. Il cranio misura 6,3-6,7 cm nei maschi, 5,7-6,2 cm nelle femmine[11].
- M. s. moupinensis Milne-Edwards, 1874, diffusa nel Sichuan, nel Gansu, nello Yunnan e nel Myanmar. Ricorda molto M. s. subhemachalana, in quanto presenta anch'essa una coda dalla punta nera, ma si distingue da questa per avere un cranio di maggiori dimensioni e una maggiore quantità di peli bianchi sul muso[16].
- M. s. quelpartis Thomas, 1908, originaria dell'isola di Jeju (nota in passato come Quelpart).
- M. s. subhemachalana Hodgson, 1837, diffusa sull'Himalaya, dal Nepal al Bhutan. Più piccola di M. s. sibirica, ha la punta della coda di colore nerastro. È priva della caratteristica macchia bianca ai lati del muso, che è di colore nerastro, fatta eccezione per alcune sottili linee bianche lungo il margine del labbro superiore e per una chiazza bianca sul mento. La colorazione generale varia dal rosso volpe brillante al marrone cioccolata scuro[17].

## Distribuzione e habitat
L'areale della donnola siberiana comprende il Myanmar settentrionale, il Laos, la Corea del Nord, il Pakistan, il Nepal, l'India (Himalaya), il Bhutan, la Russia (dalla regione di Kirov, dal Tatarstan e dagli Urali occidentali, attraverso l'intera Siberia, fino all'Estremo Oriente Russo), Taiwan e la Thailandia settentrionale. La specie è stata inoltre introdotta sulle isole di Honshu, Shikoku, Kamishima e Jeju.

## Rapporti con l'uomo

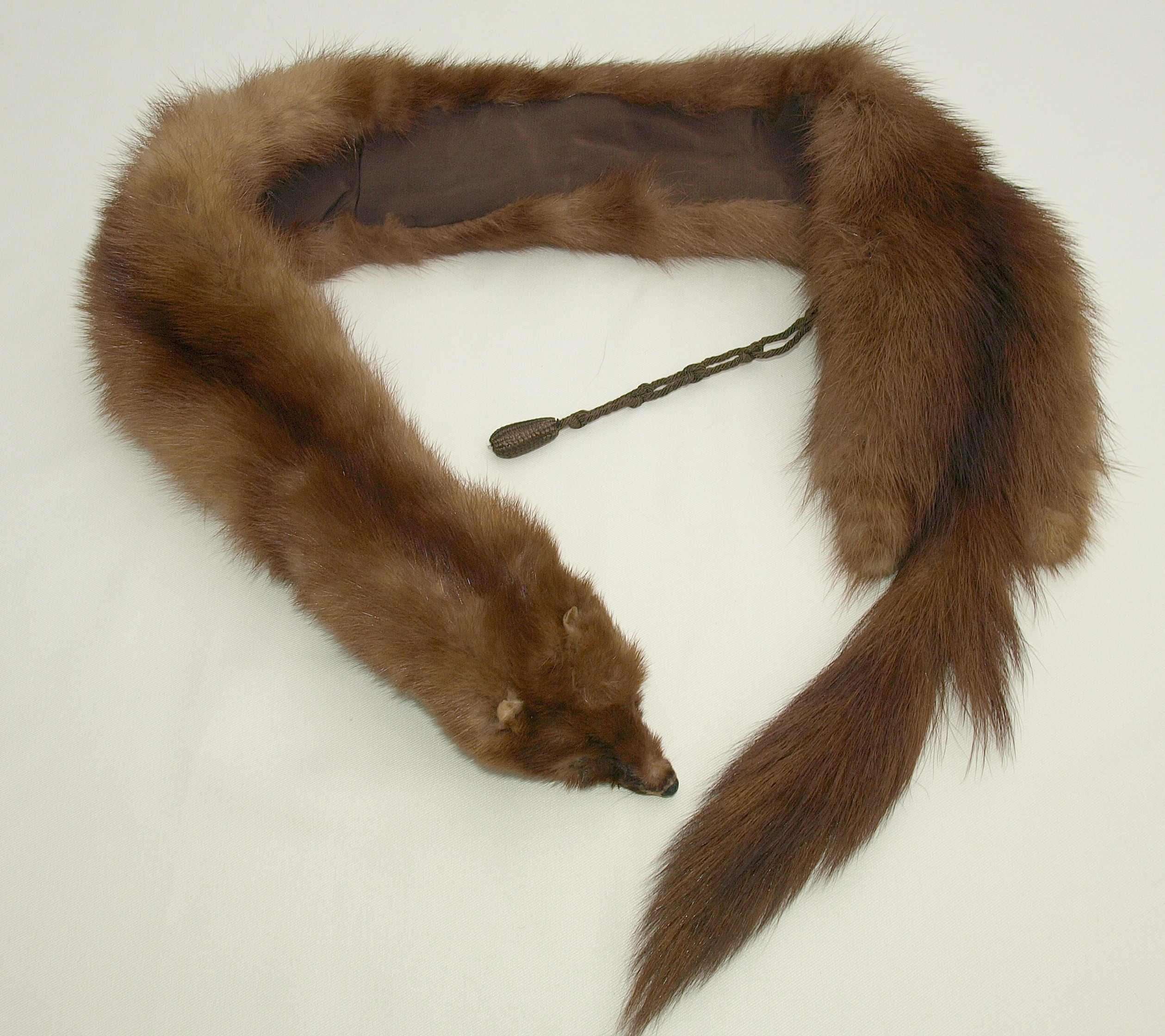
Girocollo in kolinsky.

Nel folklore cinese la donnola siberiana è vista come uno spirito errante (shen) che può rubare e rimpiazzare le anime delle persone
Sebbene nel complesso le donnole siberiane svolgano una funzione utile, tenendo sotto controllo le popolazioni di roditori, hanno purtroppo l'abitudine di fare irruzione nei pollai e negli allevamenti di topi muschiati. Entrano spesso nei dormitori dove riposano gallinacei e piccioni domestici, talvolta uccidendo più prede di quante riescano a mangiarne.
La donnola siberiana è un pregiato animale da pelliccia, e in quanto tale è oggetto di caccia intensa in Siberia e nell'Estremo Oriente. La pelliccia viene sia utilizzata allo stato naturale che lavorata per imitare la pelliccia di specie più pregiate. In passato le pelli di questo animale venivano immesse sul mercato anche con il nome di zibellino di Tartaria e martora di fuoco. I peli di donnola siberiana vengono utilizzati per fabbricare i migliori pennelli per acquerello o pittura ad olio, particolarmente ricercati dagli artisti. I cosiddetti pennelli di martora kolinsky vengono fatti con la pelliccia invernale dei maschi di donnola siberiana, e non di martora. In Cina, la pelliccia arancione di questi animali viene largamente impiegata per fabbricare pennelli per i calligrafisti. Questi pennelli vengono chiamati 狼毫筆, letteralmente «pennelli di pelo di lupo», forma abbreviata di 黃鼠狼 + 毫 + 筆, letteralmente «ratto giallo» («lupo») + «peli» + «pennello». Questi peli sono molto apprezzati perché più resistenti di quelli di capra (羊毫). Le donnole vengono cacciate sia con i cani che con apposite scatole-trappola. Quando rimangono chiuse in una di queste trappole diventano estremamente aggressive, ed emettono grida penetranti e rilasciano una secrezione dall'odore pungente che, in base a quanto viene riferito, impiega un mese prima di andare via.